# Lamorran
Lamorran – wieś w Anglii, w Kornwalii, w dystrykcie (unitary authority) Kornwalii, w civil parish St Michael Penkevil. Leży 42 km na północny wschód od miasta Penzance i 369 km na zachód od Londynu. W 1931 roku civil parish liczyła 49 mieszkańców.